# Lobatera (Venezuela)
Pour les articles homonymes, voir Lobatera.
Lobatera est une ville de l'État de Táchira au Venezuela, capitale de la paroisse civile de Lobatera et chef-lieu de la municipalité de Lobatera.